# Херсонская губерния

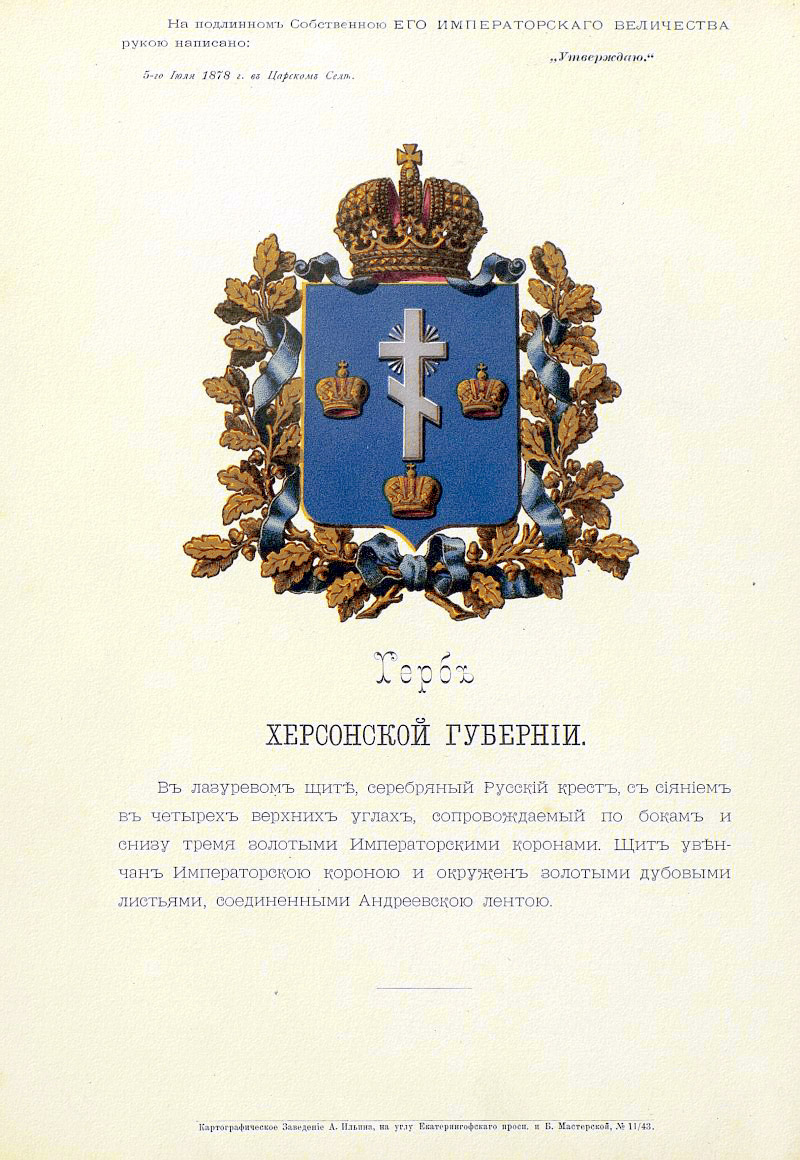
Герб губернии c оф.описанием, утверждённый Александром II (1878 г.)

Херсо́нская губе́рния — губерния Российской империи, охватывавшая современную Николаевскую, часть Одесской, Херсонской, Днепропетровской (Кривой Рог) и Кировоградской областей Украины, а также часть Приднестровья. Губернский город — Херсон. Крупнейшими городами губернии на начало XX века были Одесса, Николаев, Елисаветград, Херсон и Тирасполь.

## История
8 октября 1802 года Указом Сената Новороссийская губерния была разделена на Екатеринославскую, Николаевскую и Таврическую губернии. Херсонский уезд вошёл в состав Николаевской губернии.
15 мая 1803 года Указом Александра I и Сената № 20760 центр и губернское управление из Николаева были переведены в Херсон и губерния стала именоваться Херсонской. Губерния существовала до 1922 года, затем часть её стала Николаевской. В 1803—1873 годах губерния входила в Новороссийское генерал-губернаторство.
Территория губернии вошла в «черту оседлости». Были созданы немецкие и еврейские земледельческие колонии.
В 1865 году создано земство, с 28 апреля по 4 мая состоялось первое губернское земское собрание.
Херсонская губерния была в числе 17 регионов, признанных серьёзно пострадавшими, во время голода 1891—1892 годов.
До революции 1917 года значительных административно-территориальных изменений на Херсонщине не происходило.
После Февральской революции распространенность получили различные украинские партии за участие в которых ранее полагалась каторга. Украинцы составляли большинство населения губернии, но национальное самосознание их было низким. Согласно III Универсалу Центральной рады губерния вошла в состав УНР, но в январе—феврале 1918 г. большая её часть была взята Красной гвардией. Так 31 января после боев с войсками УНР был взят Херсон, а 28 февраля после долгой осады анархистами Маруси Никифоровой — Елисаветград, в котором параллельно шло Народное Восстание. В марте 1918 после Разгона Центральной рады и эвакуации местного ревкома германские войска получили контроль над губернией. Весной 1918 года краевым комиссаром Херсонщины, Таврии и Екатеринослащины от Украинской Державы был Семен Коморный.
После поражения Центральных Держав в Первой Мировой войне, и гетманского переворота в ноябре 1918 власть УНР была восстановлена, но уже в феврале 1919 власть на Херсонщине во второй раз перешла к большевикам. В мае 1919 здесь вспыхнуло самое большое на Украине антисоветское восстание во главе с атаманом Григорьевым сопровождавшееся жестокими еврейскими погромами и подавленное только при помощи регулярных войск. В августе 1919 регион заняла Белая Армия, а феврале 1920 красные вместе с частями УНР разбили деникинцев и в третий раз установили здесь советскую власть, на этот раз окончательно.
28 января 1920 года Всеукрревком принял постановление о разделе Херсонской губернии на Херсонскую и Одесскую. Центром Херсонской губернии стал Николаев. В декабре 1920 года Херсонская губерния была переименована в Николаевскую. Херсон стал уездным городом Николаевской губернии. В 1922 году Одесская и Николаевская губернии объединены в Одесскую губернию.
В 1923 году Одесская губерния разделена на 6 округов, в том числе Херсонский округ с центром в Херсоне.
В 1930 году проведена новая административно-территориальная реформа. Херсонский округ был ликвидирован, а Херсонский сельский район передан в ведомство Херсонского городского Совета депутатов трудящихся. В сентябре 1937 года из Одесской области была выделена Николаевская.
30 марта 1944 года Указом Президиума Верховного совета СССР «Об образовании Херсонской области в составе Украинской ССР» была создана Херсонская область, в связи с чем из состава Николаевской области были выделены город Херсон и Белоозёрский, Бериславский, Велико-Александровский, Голопристанский, Горностаевский, Каланчакский, Калининдорфский, Каховский, Ново-Воронцовский, Скадовский, Херсонский, Цюрупинский и Чаплинский районы. Этим же указом в состав Николаевской области были включены Арбузинский, Благодатновский, Братский, Веселиновский и Вознесенский районы, выделенные из состава Одесской области Украинской ССР.

## Административное деление
Первоначально губерния была разделена на четыре уезда: Елисаветградский, Тираспольский, Ольвиопольский и Херсонский, а с июля 1806 года на 5: Александрийский, Елисаветградский, Ольвиопольский, Тираспольский и Херсонский. В 1825 году из частей Херсонского и Тираспольского уездов был создан Одесский уезд. В 1828 году Ольвиопольский и Елисаветградский уезды были упразднены и на их основе создан Бобринецкий уезд. В 1834 году Тираспольский уезд был разделён на две части и создан новый Ананьевский уезд. В 1865 году управление Бобринецкого уезда перенесено в Елисаветград и уезд переименован в Елисаветградский.

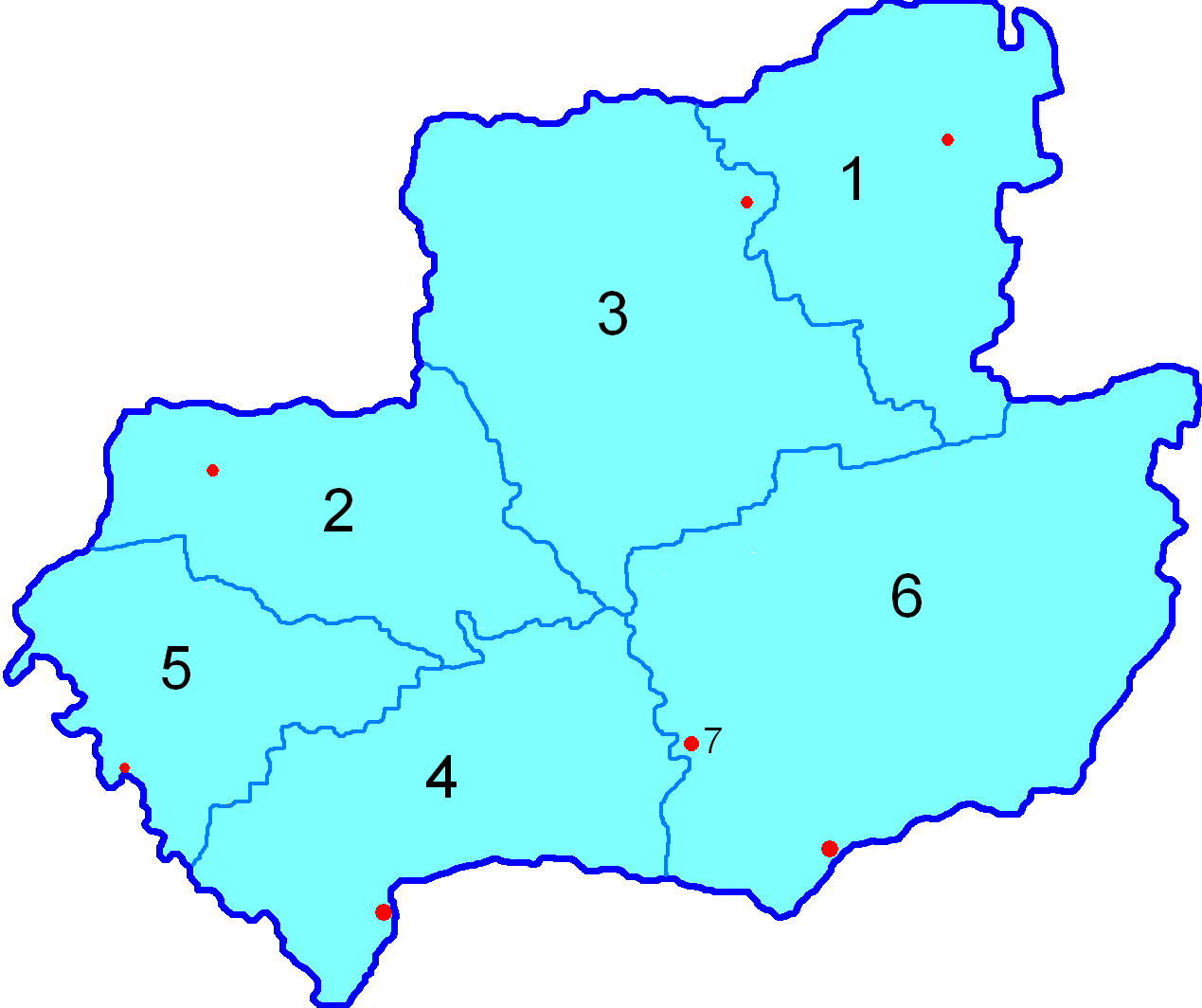
Административное деление Херсонской губернии

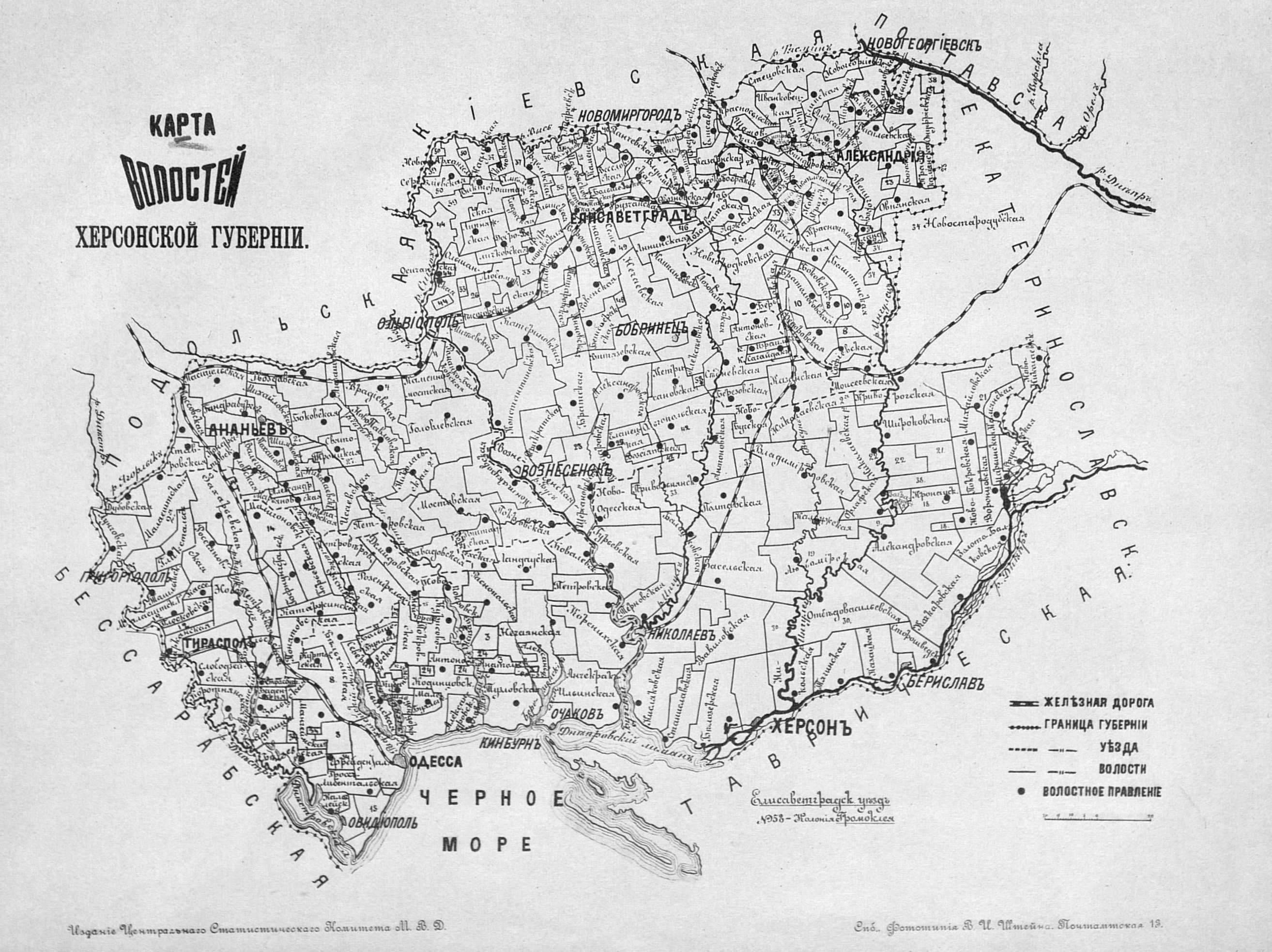
Карта волостей Херсонской губернии

| № | Герб | Уезд                                | Уездный город             | Площадь, кв. вёрст | Население, тыс. чел. |
| - | ---- | ----------------------------------- | ------------------------- | ------------------ | -------------------- |
| 1 |      | Александрийский                     | Александрия (14 007 чел.) | 9810,6             | 327,199              |
| 2 |      | Ананьевский                         | Ананьев (16 684 чел.)     | 9041,0             | 187,226              |
| 3 |      | Елисаветградский                    | Елисаветград(61 488 чел.) | 13 942,0           | 507,660              |
| 4 |      | Одесский                            | Одесса (403 813 чел.)     | 9272,0             | 532,729              |
| 5 |      | Тираспольский                       | Тирасполь (31 616 чел.)   | 6352,0             | 206,568              |
| 6 |      | Херсонский                          | Херсон (59 076 чел.)      | 17 181,0           | 532,956              |
| 7 |      | Николаевское военное губернаторство | Николаев (92 012 чел.)    | 173,37             | 92,000               |

### Заштатные города
| №  | Герб | Уезд                  | Заштатный город              |
| -- | ---- | --------------------- | ---------------------------- |
| 1  |      | Херсонский уезд       | Берислав (12 149 чел.)       |
| 2  |      | Елисаветградский уезд | Бобринец (14 281 чел.)       |
| 3  |      | Херсонский уезд       | Вознесенск (15 748 чел.)     |
| 4  |      | Тираспольский уезд    | Григориополь (7 605 чел.)    |
| 5  |      | Тираспольский уезд    | Дубоссары (12 089 чел.)      |
| 6  |      | Одесский уезд         | Маяки (4 575 чел.)           |
| 7  |      | Александрийский уезд  | Новогеоргиевск (11 594 чел.) |
| 8  |      | Елисаветградский уезд | Новомиргород (9 364 чел.)    |
| 9  |      | Одесский уезд         | Овидиополь (5 187 чел.)      |
| 10 |      | Елисаветградский уезд | Ольвиополь (6 884 чел.)      |
| 11 |      | Херсонский уезд       | Очаков (10 786 чел.)         |

## Органы власти

### Губернаторы
| Ф. И. О.                        | Титул, чин, звание | Время замещения должности |
| ------------------------------- | --- | ------------------------- |
| Окулов Алексей Матвеевич        | действительный статский советник                                                                                              | 1803—1805                 |
| Гладкий Кирилл Семёнович        | действительный статский советник                                                                                              | 1805—1808                 |
| Мещерский Пётр Сергеевич        | действительный статский советник                                                                                              | 1808—1809                 |
| Рахманов Григорий Николаевич    | в звании камер-юнкера, действительный статский советник (тайный советник)                                                     | 16.11.1809—1816           |
| Сент-При Карл Францевич         | действительный статский советник                                                                                              | 22.01.1816—1821           |
| Комстадиус Август Фёдорович     | действительный статский советник                                                                                              | 26.04.1821—01.01.1828     |
| Могилевский Павел Иванович      | действительный статский советник                                                                                              | 01.01.1828—28.11.1830     |
| Ганскау Яков Фёдорович          | действительный статский советник                                                                                              | 16.03.1831—11.11.1837     |
| Рославец Виктор Яковлевич       | статский советник | 11.11.1837—13.08.1839     |
| Пестель Владимир Иванович       | генерал-майор | 13.08.1839—22.01.1845     |
| Рославец Виктор Яковлевич       | действительный статский советник                                                                                              | 22.01.1845—04.06.1848     |
| Оленич-Гнененко Кирилл Акимович | генерал-майор | 04.06.1848—28.09.1851     |
| Ильинский Михаил Сергеевич      | генерал-майор | 07.11.1851—15.07.1854     |
| Панкратьев Феофил Петрович      | статский советник, и. д. (утверждён 17.04.1855), (действительный статский советник)                                           | 16.07.1854—23.03.1859     |
| Башмаков Александр Дмитриевич   | в звании камер-юнкера, статский советник, и. д. (утверждён 30.08.1860 в звании камергера), (действительный статский советник) | 27.03.1859—24.08.1861     |
| Клушин Павел Николаевич         | действительный статский советник (тайный советник)                                                                            | 24.08.1861—21.08.1868     |
| Старынкевич Сократ Иванович     | генерал-майор | 30.08.1868—19.11.1871     |
| Абаза Николай Саввич            | действительный статский советник                                                                                              | 19.11.1871—20.01.1874     |
| Эрдели Александр Семёнович      | статский советник, и. д. (утверждён с произведением в действительные статские советники 01.01.1876), (тайный советник)        | 20.01.1874—09.06.1890     |
| Олив Сергей Вильгельмович       | генерал-майор | 09.06.1890—30.11.1893     |
| Весёлкин Михаил Михайлович      | тайный советник | 02.12.1893—13.06.1897     |
| Оболенский Иван Михайлович      | в должности шталмейстера, действительный статский советник                                                                    | 13.06.1897—14.01.1902     |
| Левашов Владимир Александрович  | действительный статский советник                                                                                              | 19.01.1902—23.11.1905     |
| Малаев Михаил Николаевич        | коллежский советник | 23.11.1905—01.01.1908     |
| Бантыш Фёдор Александрович      | статский советник | 01.01.1908—28.02.1911     |
| Гревениц Николай Александрович  | действительный статский советник                                                                                              | 28.02.1911—1915           |
| Ветчинин Виталий Георгиевич     | действительный статский советник                                                                                              | 1915—1917                 |

### Вице-губернаторы
| Ф. И. О.                               | Титул, чин, звание                                                       | Время замещения должности |
| -------------------------------------- | ------------------------------------------------------------------------ | ------------------------- |
| Сухопруцкий Алексей Иванович           | коллежский советник (статский советник)                                  | 1803—1807                 |
| Повало-Швейковский Христофор Семёнович | статский советник                                                        | 1807—1808                 |
| Есипов Алексей Яковлевич               | коллежский советник                                                      | 1808—1809                 |
| Калагеоргий Иван Христофорович         | действительный статский советник                                         | 16.12.1808—22.04.1816     |
| Тимонович Антон Иванович               | коллежский советник                                                      | 1816—1819                 |
| Петрулин Василий Васильевич            | коллежский советник                                                      | 29.01.1819—06.11.1823     |
| Фирсов Фёдор Дмитриевич                | надворный советник                                                       | 26.12.1823—28.06.1826     |
| Рюль Андрей Фёдорович                  | коллежский советник                                                      | 28.06.1826—20.01.1828     |
| Дашков Андрей Васильевич               | надворный советник                                                       | 20.01.1828—11.01.1830     |
| Брюхачёв Пётр Петрович                 | коллежский советник (статский советник)                                  | 11.01.1830—30.07.1838     |
| Шульженко Дмитрий Павлович             | коллежский советник                                                      | 30.07.1838—25.01.1842     |
| Прохоров Алексей Иванович              | чиновник VI класса                                                       | 25.01.1842—18.01.1844     |
| Панкратьев Феофил Петрович             | надворный советник (статский советник)                                   | 18.01.1844—16.07.1854     |
| Канатов Иван Михайлович                | статский советник                                                        | 16.07.1854—10.11.1861     |
| Велио Иван Осипович                    | в звании камер-юнкера, коллежский советник (статский советник)           | 24.11.1861—28.12.1862     |
| Соколов Александр Сергеевич            | коллежский советник, и. д. (утверждён 27.12.1863), (статский советник)   | 18.01.1863—27.11.1864     |
| Карнович Денис Гаврилович              | в звании камер-юнкера, коллежский советник, и. д. (утверждён 02.04.1865) | 27.11.1864—05.04.1874     |
| Пащенко Константин Иванович            | статский советник (действительный статский советник)                     | 19.04.1874—20.08.1883     |
| Моргали Александр Михайлович           | действительный статский советник                                         | 01.09.1883—19.11.1887     |
| Хрущов Николай Николаевич              | в звании камергера, действительный статский советник                     | 19.11.1887—01.06.1895     |
| Маслов Евгений Дмитриевич              | действительный статский советник                                         | 01.06.1895—01.01.1900     |
| Урусов Владимир Петрович               | в звании камер-юнкера, статский советник                                 | 29.01.1900—22.12.1901     |
| Безобразов Александр Фёдорович         | в звании камергера, коллежский советник, и. д.                           | 14.01.1902—31.10.1904     |
| Горчаков Сергей Дмитриевич             | церемониймейстер                                                         | 31.10.1904—17.06.1906     |
| Дудинский Владимир Николаевич          | статский советник                                                        | 17.06.1906—21.09.1909     |
| Крейтон Александр Николаевич           | статский советник                                                        | 21.09.1909—1913           |
| Богданович Евгений Алексеевич          | статский советник                                                        | 1913—1917                 |

### Губернские предводители дворянства
| Ф. И. О.                          | Титул, чин, звание                                        | Время замещения должности |
| --------------------------------- | --------------------------------------------------------- | ------------------------- |
| Акацатов Николай Юрьевич          | статский советник                                         | 1803—1806                 |
| Козлов Фёдор Фёдорович            | генерал-лейтенант                                         | 1806—1809                 |
| Шкляревич Илья Афанасьевич        | коллежский советник                                       | 1809—1811                 |
| Чорба Пётр Фёдорович              | надворный советник                                        | 1811—1814                 |
| Корбе Василий Иванович            | полковник                                                 | 1814—1817                 |
| Тизенгаузен Николай Александрович | генерал-майор                                             | 1817—1818                 |
| Скаржинский Виктор Петрович       | камергер                                                  | 1818—1823                 |
| Кирьяков Михаил Михайлович        | коллежский советник                                       | 1823—1825                 |
| Касинов Александр Васильевич      | майор                                                     | 03.12.1825—02.03.1827     |
| Челобитчиков Семён Афанасьевич    | полковник                                                 | 02.03.1827—14.09.1830     |
| Касинов Александр Васильевич      | статский советник                                         | 06.10.1830—15.09.1835     |
| Эрдели Владимир Яковлевич         | подполковник                                              | 12.12.1835—30.09.1844     |
| Кудашев Сергей Данилович          | князь, коллежский советник                                | 03.12.1844—09.1847        |
| Канивальский Михаил Дмитриевич    | отставной полковник                                       | 30.11.1847—07.12.1856     |
| Касинов Егор Александрович        | действительный статский советник                          | 07.12.1856—08.03.1868     |
| Оленич-Гнененко Фёдор Кириллович  | отставной капитан-лейтенант, и. д. (утверждён 16.11.1868) | 08.03.1868—29.10.1871     |
| Эрдели Георгий Яковлевич          | статский советник                                         | 26.11.1871—01.02.1876     |
| Белоусович                        | отставной гвардии поручик, и. д.                          | 01.07.1876—22.11.1877     |
| Курис Иван Ираклиевич             | коллежский советник (тайный советник)                     | 22.11.1877—31.08.1895     |
| Сухомлинов Николай Фёдорович      | в звании камергера, действительный статский советник      | 12.04.1896—1917           |

## Население

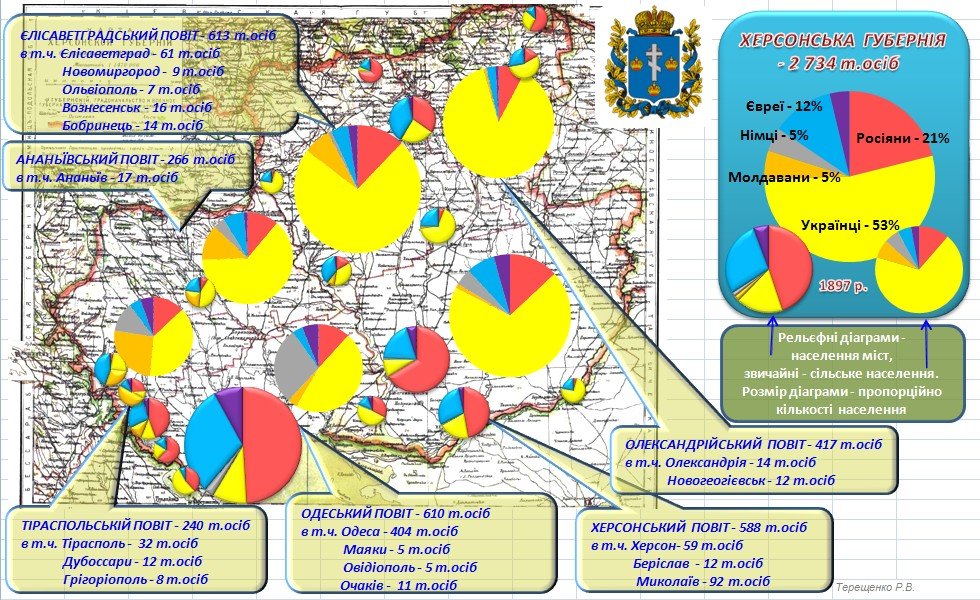
Население уездов Херсонской губернии согласно переписи 1897 г.

Национальный состав в 1897 году:
| Уезд                  | малороссы | великороссы | евреи  | молдаване | немцы  | поляки | белорусы | болгары | греки |
| --------------------- | --------- | ----------- | ------ | --------- | ------ | ------ | -------- | ------- | ----- |
| Губерния в целом      | 53,9 %    | 21,0 %      | 11,8 % | 5,4 %     | 4,5 %  | 1,1 %  | …        | …       | …     |
| Александрийский уезд  | 85,1 %    | 9,4 %       | 3,7 %  | …         | …      | …      | …        | …       | …     |
| Ананьевский           | 62,0 %    | 11,0 %      | 8,3 %  | 13,5 %    | 3,8 %  | …      | …        | …       | …     |
| Елисаветградский уезд | 66,1 %    | 15,2 %      | 9,4 %  | 6,0 %     | …      | …      | …        | …       | …     |
| Одесский уезд         | 21,9 %    | 37,4 %      | 22,0 % | 1,2 %     | 10,3 % | 3,0 %  | …        | 1,4 %   | 1,2 % |
| Тираспольский уезд    | 33,3 %    | 16,9 %      | 9,9 %  | 24,9 %    | 9,8 %  | …      | …        | 3,7 %   | …     |
| Херсонский уезд       | 55,1 %    | 24,6 %      | 11,9 % | …         | 3,5 %  | …      | 2,1 %    | …       | …     |